# Orde van de Luipaard
De Nationale Orde van de Luipaard, in het Frans "L'Orde national du Léopard" genoemd, is een ridderorde van de Republiek Congo of Congo-Kinshasa. Het is de hoogste Congolese decoratie en het grootkruis werd dan ook aan vooraanstaande buitenlanders verleend. Het was een van de ridderorden van Koning Boudewijn. De orde werd op 23 mei 1966 door president Joseph-Désiré Mobutu ingesteld. De president tooide zich graag met luipaardvellen. De orde wordt voor burgerlijke en militaire verdiensten verleend.
De president is de grootkanselier van de orde die ook een kanselier kent. De orde heeft de gebruikelijke vijf graden van een moderne ridderorde.

## Rangen
- Grootlint of Grand Cordon.

Grootlinten, het is ook de naam van de graad, dragen het grootkruis aan een grootlint en de ster van de orde op de linkerborst. 
- Grootofficier of Grand Officier

De grootofficier draagt een kleinood aan een lint om de hals. Op de linkerborst wordt een plaque gedragen. 
- Commandeur of Commandeur

De commandeur draagt een kleinood aan een lint om de hals. 
- Officier

De officier draagt een kleinood aan een lint met rozet op de linkerborst. 
- Ridder of Chevalier

De ridder draagt een kleinood, maar van zilver in plaats van goud, aan een lint op de linkerborst.
Het kleinood is een ster met vier blauwe punten waarvan de bovenste rood is. Het medaillon en de blauwe punten waren tot 1971 blauw, sindsdien groen. Als verhoging dient een ster.
Het lint is tegenwoordig groen-geel-rood-geel-groen, het blauw in het lint is sinds 1971 door groen vervangen. Burgers dragen een ster als verhoging, militairen een paar gekruiste zwaarden met op het punt waar deze samenkomen een kleine ster.
Een pijnlijke verwisseling
Op de begrafenis van Koning Boudewijn heeft de staf van de Britse Prins-gemaal Prins Philip een gênante fout gemaakt door hun prins in een uniform met daarop het bonte lint van de Orde van de Luipaard te kleden. De Zaïrese dictator was niet welkom in Brussel maar hij had gedreigd wél te komen.
 
Terwijl alle hoge gasten hun stemmige purperen linten van de Leopoldsorde droegen viel Prins Philip erg uit de toon door uitgerekend het opvallende grootlint van de man die niet welkom was te dragen. De lakei van de prins had "Leopold" en "leopard" verwisseld.